# Omertà
L'omertà, o llei del silenci, forma part del codi d'honor de la màfia siciliana. Aquest terme es refereix a la prohibició d'informar sobre els delictes considerats assumptes que incumbeixen a les persones implicades. Malgrat el seu origen sicilià actualment és un concepte estès a totes les organitzacions criminals itàliques i aquelles nord-americanes d'origen italià.
Aquesta pràctica és molt difosa en casos de delictes greus o en els casos de màfia on un testimoni o una de les persones incriminades prefereixen romandre en silenci per por de represàlies o per protegir a altres culpables. Dins els codis de conducta de la màfia, trencar el jurament d'omertà és punible amb l'execució.
El terme omertà és d'origen incert. Es troben traces del seu ús al segle xix. Algunes teories sobre el seu origen, la relacionen amb la paraula llatina humilitas (humilitat), que serà després adoptada als dialectes de la Itàlia meridional i modificada en umirtà. De la forma dialectal es pot llavors arribar a la forma actual.
Als Estats Units, Joe Valachi va ser la primera persona a trair l'omertà quan el 1963 va parlar públicament de l'existència de la màfia, quan testificava al Congrés dels Estats Units.

## En la cultura popular
- El cantautor valencià Pau Alabajos té una cançó de títol homònim.
- El grup de rap valencià Zoo té una cançó de títol homònim dins d'EP 2K18.
- Rosalía també utilitza aquest terme en una de les seues cançons.